# Lerängen och Bäck
Lerängen och Bäck var en av SCB avgränsad och namnsatt småort i Karlskoga kommun, Örebro län. Den omfattade bebyggelse i de två byarna Lerängen och Bäck. Från 2015 räknas denna bebyggelse som en del av tätorten Karlskoga.